# Saxifraga carpatica
Saxifraga carpatica es una especie de planta fanerógama perteneciente a la familia Saxifragaceae. Es originaria de Europa. 

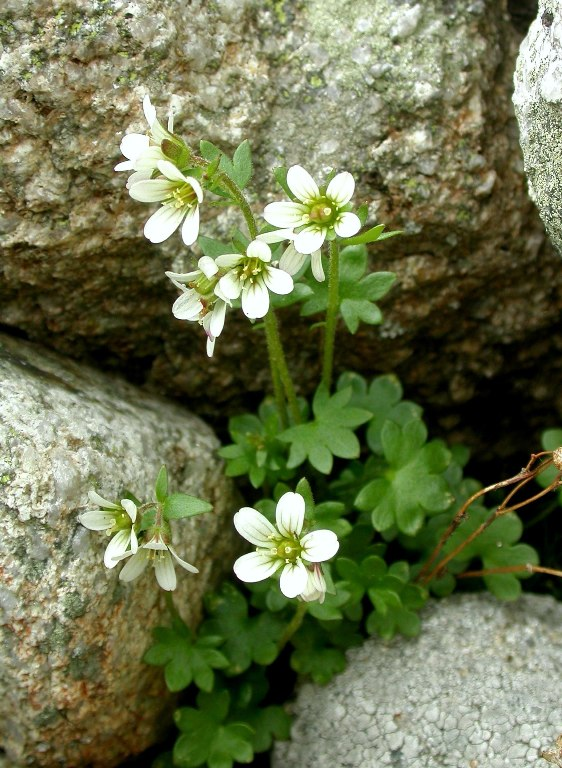
En su hábitat

## Descripción
Es una pequeña planta  que alcanza un tamaño de 3-10 cm de altura, peluda con el tallo erecto , ramificado, cilíndrico, escasamente con hojas. Las hojas en forma de riñón, con 5-9 lóbulos, con parches afilados. Las flores de 1-3, especialmente 4-5 por planta. Tienen una longitud de 1-2 cm y crecen en tallos muy largos y gruesos. Son de color blanquecino, a veces con bordes rojos. La fruta en forma de huevo, con numerosas semillas de color marrón.

## Distribución
Se encuentra en los Cárpatos y las montañas de Bulgaria, así como de vez en cuando en los Alpes. En Polonia solamente en el Tatras, donde es rara.

## Taxonomía
Gentiana carpatica fue descrita por Kaspar Maria von Sternberg y publicado en Revis. Saxifrag. Suppl. 2: 32 1831.
Etimología
Saxifraga: nombre genérico que viene del latín saxum, ("piedra") y frangere, ("romper, quebrar"). Estas plantas se llaman así por su capacidad, según los antiguos, de romper las piedras con sus fuertes raíces. Así lo afirmaba Plinio, por ejemplo.
carpatica: epíteto geográfico que alude a su localización en los Cárpatos. 
Sinonimia
- Saxifraga bulbifera  Geners.
- Saxifraga carpathica  Rchb.
- Saxifraga rivularis  R. Townson
- Saxifraga sibirica  Wahlenb.[2][3]